# 京福大野駅
京福大野駅（けいふくおおのえき）は、かつて福井県大野市に存在した京福電気鉄道越前本線の駅である。

## 概要
京都電燈越前電気鉄道線（のちの京福電気鉄道越前本線）は、1914年（大正3年）4月に大野町の市街地入口に当たる地域まで開通し、のちに大野口駅となる駅を設けた。その後、利便性向上のため、町中心部の大野三番地区まで延長することとなり、4年後の1918年（大正7年）9月1日に延長線が開通した。これに伴って開業したのが当駅である。開通当初は大野三番駅（おおのさんばんえき）となっていたが、1954年（昭和29年）に市制施行した大野市から「大野三番という一部地域の名称ではなく大野市全体の名称に変更してほしい」という要望から、京福大野駅に改称した。大野口駅は貨物取扱を中心とする駅となり、旅客中心の当駅との間で機能を分離する形となった。
大野市の中心部に位置し、市内に唯一連絡する鉄道駅として長らく重要な役目を果たしてきたが、1960年（昭和35年）12月の国鉄越美北線開通で越前大野駅が開設されると、競合により利用客が減少し、モータリゼーション進展の影響も受けて業績が悪化したことから、1974年（昭和49年）に越前本線勝山 - 当駅間が廃止となり、これにより当駅も廃駅となった。
越前本線の勝山側と大野側の間には下荒井トンネルがあり、このトンネルは幅が狭く、天井高さも低いことから通過できる車両が限られていた。勝山 - 当駅間は、251形電車などの比較的小型の車両しか使用されなかった。トンネル内の架線は天井の低さからシンプルカテナリーに出来ず直接吊架式で、パンタグラフ摺り板と懸垂碍子との衝突事故を防ぐため、22km/hの速度制限がかけられていた。

## 歴史
- 1918年（大正7年）9月1日：大野口 - 大野三番間の開業と同時に大野三番駅として開業[1][2][3]。
- 1955年（昭和30年）10月1日：駅名を京福大野駅に改称[3][4]。
- 1974年（昭和49年）8月13日：勝山 - 当駅間廃止により廃駅[2][3][4][9]。

## 駅構造
3面3線の頭端式ホームを有していた。1番線には、付随車牽引時の電動車付け替えに使用するため、2番線との間に機回し用渡り線があった。駅舎は1956年（昭和31年）10月に、これまでの木造から「京福大野駅ビル」として鉄筋コンクリート造に建て替えられた。大野市が市制施行したのを記念したためである。2階はスーパー、京福マートであった。

## 輸送実績
| 年度           | 1920年  | 1925年  | 1930年  | 1935年  |
| -------------- | ------- | ------- | ------- | ------- |
| 乗客人員（人） | 105,432 | 139,877 | 134,647 | 126,275 |

- 福井県史統計編 第504表 越前電気鉄道旅客・貨物[13]
- 貨物は掲載なし

## 京福大野駅跡地
当駅廃止後、京福大野駅ビルは福井銀行の店舗（現在の大野支店三番通出張所）となったが、1992年に解体され銀行の駐車場になった。駅前ロータリーのあった場所はその部分だけ道幅が広くなっている。その向かいにあるタクシー乗り場の建物には駅が健在であった時代の観光案内の看板が残存している。

## 隣の駅
京福電気鉄道
越前本線
中津川駅 - 大野口駅（貨物駅） - 京福大野駅